# La Hulería
La Hulería es una colonia agrícola del municipio de Balancán ubicado en la subregión de los Ríos del estado mexicano de Tabasco.

## Geografía
La localidad se ubica a 26.1 kilómetros (en dirección sudeste) de la localidad de Balancán de Domínguez, la cabecera y lugar más poblado del municipio. Se sitúa en las coordenadas geográficas 17°59′35″N 91°23′16″O / 17.993056, -91.387778, a una elevación de 55 metros sobre el nivel del mar.

## Demografía
Según el Conteo de Población y Vivienda 2020, efectuado por el Instituto Nacional de Estadística y Geografía, la localidad de La Hulería tiene 1,032 habitantes, de los cuales 517 son del sexo masculino y 515 del sexo femenino. Su tasa de fecundidad es de 2.52 hijos por mujer y tiene 310 viviendas particulares habitadas.
| Gráfica de evolución demográfica de La Hulería entre 1960 y 2020 |
|                                                                  |
| INEGI.                                                           |